# Næstved BK
Der Næstved Boldklub ist ein dänischer Fußballverein aus Næstved auf der Insel Seeland. Er spielt seit der Saison 2024/25 in der 2. Division. Seine Heimspiele trägt der Klub im Næstved Stadion aus, in dem es 10.000 Sitz- und Stehplätze gibt. Næstved BK wurde am 1. Oktober 1996 als professionelle Fußballsparte aus dem Mutterverein Næstved Idræts Forening (Næstved IF) ausgegliedert.

## Geschichte
Næstved IF spielte von 1948 bis 1960 und erneut ab 1964 in der damaligen zweiten dänischen Liga, der 2. Division. 1971 gewann der Verein die Meisterschaft in der 2. Division und stieg in die höchste dänische Liga auf. Die folgende Spielzeit beendete Næstved IF auf dem dritten Platz und qualifizierte sich für die Teilnahme am UEFA-Pokal 1973/74. Dort schied der Klub in der ersten Runde mit 0:1 und 2:2 knapp gegen Fortuna Düsseldorf aus.
Bis 1989 folgten drei weitere Teilnahmen am UEFA-Pokal, bei denen NIF jedoch mehr oder weniger deutlich in der ersten Runde scheiterte. 1995 verpasste der Klub die Qualifikation für den UEFA-Pokal 1995/96. NIF erreichte 1994 das Finale um den dänischen Fußballpokal, welches mit 1:3 nach Elfmeterschießen gegen Brøndby IF verloren wurde.
Mit Ausnahme der Saison 1977 spielte der Klub seit dem Aufstieg 1972 bis 1996 ununterbrochen in der höchsten Liga. In dieser Zeit wurde der Verein zweimal Vizemeister und belegte viermal den dritten Platz. Nach dem Abstieg aus der Superliga 1996 folgte drei Jahre später der Sturz in die Drittklassigkeit. Seitdem pendelt der Klub zwischen der zweiten und dritten Spielklasse.

## Erfolge
- Dänische Meisterschaft:
  - Zweiter (2): 1980, 1988[2]

- Dänischer Pokal:
  - Finalist (1): 1994

## Ligazugehörigkeiten
- 24 Spielzeiten in der Superliga
- 34 Spielzeiten in der 1. Division
- 13 Spielzeiten in der 2. Division

## Europapokalbilanz
| Saison  | Wettbewerb         | Runde        | Gegner                 | Gesamt | Hin     | Rück    |
| ------- | ------------------ | ------------ | ---------------------- | ------ | ------- | ------- |
| 1973/74 | UEFA-Pokal         | 1. Runde     | Fortuna Düsseldorf     | 2:3    | 0:1 (A) | 2:2 (H) |
| 1976/77 | UEFA-Pokal         | 1. Runde     | RWD Molenbeek          | 0:7    | 0:3 (H) | 0:4 (A) |
| 1981/82 | UEFA-Pokal         | 1. Runde     | PSV Eindhoven          | 2:8    | 0:7 (A) | 2:1 (H) |
| 1989/90 | UEFA-Pokal         | 1. Runde     | Zenit Sankt Petersburg | 1:3    | 1:3 (A) | 0:0 (H) |
| 1995    | UEFA Intertoto Cup | Gruppenphase | SC Heerenveen          | 1:2    | 1:2 (A) |         |
| 1995    | UEFA Intertoto Cup | Gruppenphase | Békéscsabai Előre FC   | 3:3    | 3:3 (H) |         |
| 1995    | UEFA Intertoto Cup | Gruppenphase | União Leiria           | 1:1    | 1:1 (A) |         |
| 1995    | UEFA Intertoto Cup | Gruppenphase | Ton Pentre AFC         | 2:0    | 2:0 (H) |         |

Gesamtbilanz: 12 Spiele, 2 Siege, 4 Unentschieden, 6 Niederlagen, 12:27 Tore (Tordifferenz −15)

## Rekordspieler
| #  | Name            | Nation   | Spiele | Tore |
| -- | --------------- | -------- | ------ | ---- |
| 1  | Frank Hougaard  | Danemark | 511    | ?    |
| 2  | Mogens Hansen   | Danemark | 427    | ?    |
| 3  | Søren Juel      | Danemark | 375    | ?    |
| 4  | Torben Johansen | Danemark | 359    | ?    |
| 5  | Aage Hermansen  | Danemark | 338    | ?    |
| 6  | Alex Nielsen    | Danemark | 320    | ?    |
| 7  | Klaus Juliussen | Danemark | 316    | ?    |
| 8  | Jørgen Hansen   | Danemark | 309    | ?    |
| 9  | Benny Jacobsen  | Danemark | 295    | ?    |
| 10 | Poul Nielsen    | Danemark | 287    | ?    |

## Zeitweise Engagement von Fabian Ernst
2019 geriet der Verein auch in Deutschland in die Schlagzeilen, als der ehemalige deutsche Nationalspieler Fabian Ernst sich an der Trägergesellschaft beteiligte. Ernst beendete sein Engagement bereits im Dezember 2020 wieder, nachdem Næstved in die drittklassige 2. Division abgestiegen war.